# 丙酸双氢睾酮
丙酸双氢睾酮（缩写DHTP，或称为 Androstanolone propionate、stanolone propionate，商品名：Pesomax，化学名：5α-雄烷-17β-醇-3-酮 17β-丙酸酯，5α-androstan-17β-ol-3-one 17β-propionate）是一种同化類固醇和雄激素酯，作为双氢睾酮（DHT）的前药。